# Saison 11 de L'amour est dans le pré
La onzième saison de L'amour est dans le pré, est une émission de télévision française de téléréalité, diffusée chaque semaine sur M6 du lundi 11 juillet 2016 au lundi 31 octobre 2016. Elle est présentée par Karine Le Marchand.
Les portraits des 14 agriculteurs participants à cette saison ont été diffusés les 11 et 18 janvier 2016. 

## Production et organisation

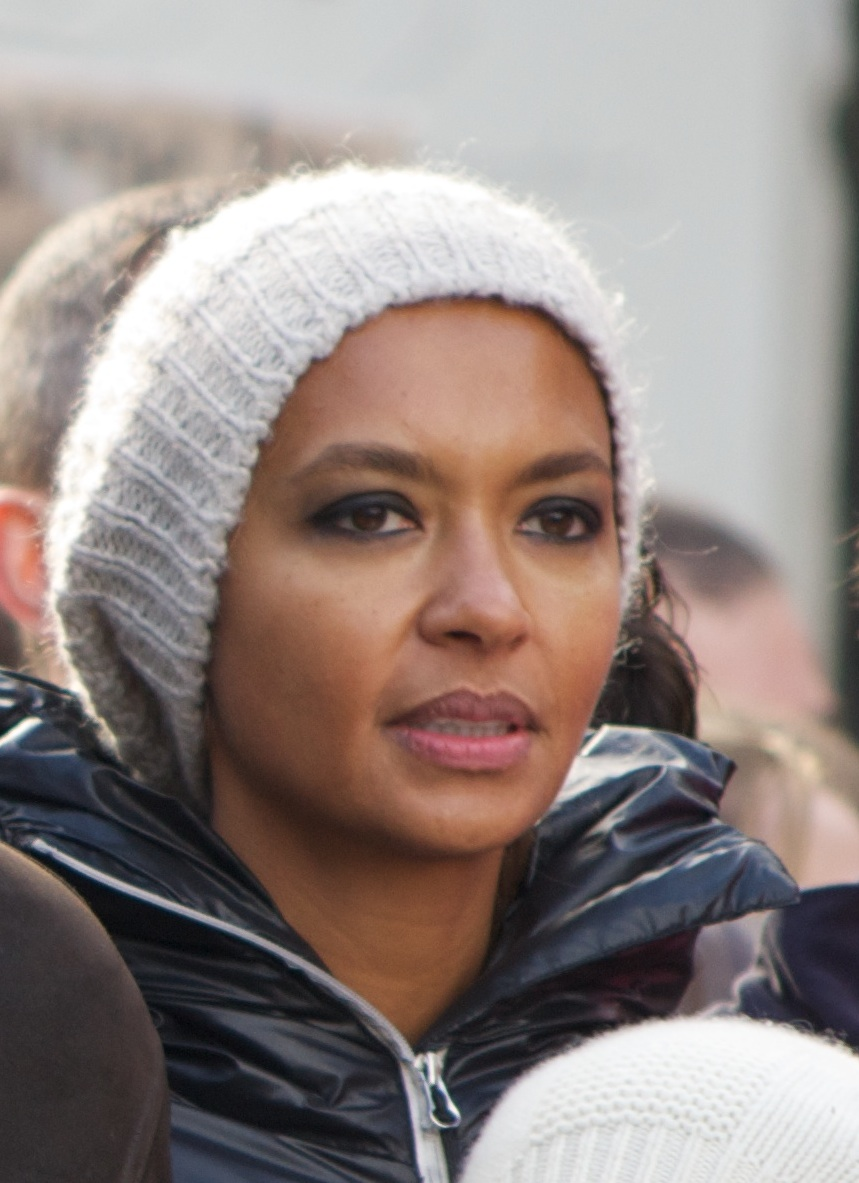
Karine Le Marchand présente l'émission.

Karine Le Marchand, présentatrice depuis la cinquième saison, l'est à nouveau pour cette édition.
La société de production Fremantle, produit une fois de plus cette saison.

## Participants
Ci-après, la liste des 14 participants de cette saison, :
| Participants | Participants | Profession                                | Âge    | Localisation       | Intéressé par les |
| ------------ | ------------ | ----------------------------------------- | ------ | ------------------ | ----------------- |
| ♂            | Benoît       | Céréalier                                 | 30 ans | Eure-et-Loir       | Femmes            |
| ♂            | Bernard      | Éleveur de vaches                         | 49 ans | Aisne              | Femmes            |
| ♂            | Bernard      | Céréalier                                 | 60 ans | Haute-Garonne      | Femmes            |
| ♂            | Bruno        | Viticulteur                               | 47 ans | Bas-Rhin           | Femmes            |
| ♂            | Didier       | Céréalier                                 | 52 ans | Aisne              | Femmes            |
| ♂            | Éric         | Éleveur de vaches et de moutons           | 50 ans | Saône-et-Loire     | Femmes            |
| ♂            | Guillaume    | Éleveur de vaches                         | 42 ans | Hautes-Pyrénées    | Femmes            |
| ♂            | Jean-Paul    | Éleveur de vaches                         | 37 ans | Doubs              | Femmes            |
| ♀            | Julie        | Éleveuse de moutons et de chevaux         | 41 ans | Vosges             | Hommes            |
| ♂            | Julien       | Éleveur de vaches                         | 33 ans | Meurthe-et-Moselle | Femmes            |
| ♀            | Marianne     | Éleveuse de vaches                        | 47 ans | Indre              | Hommes            |
| ♀            | Monique      | Hélicicultrice                            | 55 ans | Alpes-Maritimes    | Hommes            |
| ♂            | Paulo        | Éleveur de chevaux                        | 60 ans | Finistère          | Femmes            |
| ♂            | Sébastien    | Éleveur de vaches et producteur de sapins | 38 ans | Seine-Maritime     | Femmes            |

## Audiences et diffusion
En France, l'émission est diffusée les lundis : 11 et 18 janvier 2016, pour les portraits, et du 11 juillet au 31 octobre 2016 pour le reste de la saison. Un épisode dure environ 2 h (publicités incluses), soit une diffusion de 21 h 5 à 23 h 5. Il est découpé en deux parties d'1 h, diffusées juste en suivant.
| Épisode | Jour et horaire de diffusion          | Nombre de téléspectateurs | Part de marché (sur les 4 ans et plus) | Classement des audiences | Réf.  |
| ------- | ------------------------------------- | ------------------------- | -------------------------------------- | ------------------------ | ----- |
| 1       | Lundi 11 janvier 2016 (21:05 - 23:00) | 3 100 000                 | 12,5 %                                 | 3e                       | [ 7 ] |
| 2       | Lundi 18 janvier 2016 (21:05 - 23:00) | 3 800 000                 | 15,1 %                                 | 2e                       | [ 8 ] |

| Épisode et partie  | Épisode et partie  | Diffusion               | Diffusion          | Audience moyenne          | Audience moyenne                       | Classement des audiences | Réf.   |
| Épisode et partie  | Épisode et partie  | Jour                    | Horaire            | Nombre de téléspectateurs | Part de marché (sur les 4 ans et plus) | Classement des audiences | Réf.   |
| ------------------ | ------------------ | ----------------------- | ------------------ | ------------------------- | -------------------------------------- | ------------------------ | ------ |
| 1                  | 1                  | Lundi 11 juillet 2016   | 21:05 - 22:05      | 4 530 000                 | 19,3 %                                 | 2e                       | [ 9 ]  |
| 1                  | 2                  | Lundi 11 juillet 2016   | 22:05 - 23:05      | 4 700 000                 | 22,5 %                                 | 2e                       | [ 9 ]  |
| 2                  | 3                  | Lundi 18 juillet 2016   | 21:05 - 22:05      | 4 750 000                 | 22,3 %                                 | 1er                      | [ 10 ] |
| 2                  | 4                  | Lundi 18 juillet 2016   | 22:05 - 23:05      | 4 680 000                 | 25,1 %                                 | 1er                      | [ 10 ] |
| 3                  | 5                  | Lundi 25 juillet 2016   | 21:05 - 22:05      | 4 527 000                 | 20,8 %                                 | 1er                      | [ 11 ] |
| 3                  | 6                  | Lundi 25 juillet 2016   | 22:05 - 23:05      | 4 527 000                 | 20,8 %                                 | 1er                      | [ 11 ] |
| 4                  | 7                  | Lundi 1er août 2016     | 21:05 - 22:05      | 4 360 000                 | 19,5 %                                 | 1er                      | [ 12 ] |
| 4                  | 8                  | Lundi 1er août 2016     | 22:05 - 23:05      | 4 490 000                 | 19,5 %                                 | 1er                      | [ 12 ] |
| 5                  | 9                  | Lundi 8 août 2016       | 21:05 - 22:05      | 4 130 000                 | 19,7 %                                 | 1er                      | [ 13 ] |
| 5                  | 10                 | Lundi 8 août 2016       | 22:05 - 23:05      | 4 140 000                 | 23,4 %                                 | 1er                      | [ 13 ] |
| 6                  | 11                 | Lundi 15 août 2016      | 21:05 - 22:05      | 3 520 000                 | 18 %                                   | 1er                      | [ 14 ] |
| 6                  | 12                 | Lundi 15 août 2016      | 22:05 - 23:05      | 3 740 000                 | 20,5 %                                 | 1er                      | [ 14 ] |
| 7                  | 13                 | Lundi 22 août 2016      | 21:05 - 22:05      | 4 390 000                 | 19,9 %                                 | 1er                      | [ 15 ] |
| 7                  | 14                 | Lundi 22 août 2016      | 22:05 - 23:05      | 4 420 000                 | 22,7 %                                 | 1er                      | [ 15 ] |
| 8                  | 15                 | Lundi 29 août 2016      | 21:05 - 22:05      | 4 670 000                 | 19,1 %                                 | 2e                       | [ 16 ] |
| 8                  | 16                 | Lundi 29 août 2016      | 22:05 - 23:05      | 4 550 000                 | 22,5 %                                 | 2e                       | [ 16 ] |
| 9                  | 17                 | Lundi 5 septembre 2016  | 21:05 - 22:05      | 4 920 000                 | 20,3 %                                 | 1er                      | [ 17 ] |
| 9                  | 18                 | Lundi 5 septembre 2016  | 22:05 - 23:05      | 4 460 000                 | 22,2 %                                 | 1er                      | [ 17 ] |
| 10                 | 19                 | Lundi 12 septembre 2016 | 21:05 - 22:05      | 4 820 000                 | 20 %                                   | 1er                      | [ 18 ] |
| 10                 | 20                 | Lundi 12 septembre 2016 | 22:05 - 23:05      | 4 470 000                 | 22,2 %                                 | 1er                      | [ 18 ] |
| 11                 | 21                 | Lundi 19 septembre 2016 | 21:05 - 22:05      | 4 890 000                 | 19,8 %                                 | 2e                       | [ 19 ] |
| 11                 | 22                 | Lundi 19 septembre 2016 | 22:05 - 23:05      | 4 340 000                 | 23,5 %                                 | 2e                       | [ 19 ] |
| 12                 | 23                 | Lundi 26 septembre 2016 | 21:05 - 22:05      | 4 880 000                 | 19,9 %                                 | 1er                      | [ 20 ] |
| 12                 | 24                 | Lundi 26 septembre 2016 | 22:05 - 23:05      | 4 420 000                 | 23,4 %                                 | 1er                      | [ 20 ] |
| 13                 | 25                 | Lundi 3 octobre 2016    | 21:05 - 22:05      | 4 990 000                 | 20,3 %                                 | 1er                      | [ 21 ] |
| 13                 | 26                 | Lundi 3 octobre 2016    | 22:05 - 23:05      | 4 350 000                 | 23,9 %                                 | 1er                      | [ 21 ] |
| 14                 | 27                 | Lundi 10 octobre 2016   | 21:05 - 22:05      | 4 160 000                 | 16 %                                   | 2e                       | [ 22 ] |
| 14                 | 28                 | Lundi 10 octobre 2016   | 22:05 - 23:05      | 3 770 000                 | 17,8 %                                 | 2e                       | [ 22 ] |
| 15                 | 29                 | Lundi 17 octobre 2016   | 21:05 - 22:05      | 4 610 000                 | 17,9 %                                 | 1er                      | [ 23 ] |
| 15                 | 30                 | Lundi 17 octobre 2016   | 22:05 - 23:05      | 4 320 000                 | 21,1 %                                 | 1er                      | [ 23 ] |
| 16                 | 31                 | Lundi 24 octobre 2016   | 21:05 - 22:05      | 4 580 000                 | 17,9 %                                 | 2e                       | [ 24 ] |
| 16                 | 32                 | Lundi 24 octobre 2016   | 22:05 - 23:05      | 4 320 000                 | 20,3 %                                 | 2e                       | [ 24 ] |
| 17                 | 33                 | Lundi 31 octobre 2016   | 21:05 - 22:05      | 3 840 000                 | 18,2 %                                 | 2e                       | [ 25 ] |
| 17                 | 34                 | Lundi 31 octobre 2016   | 22:05 - 23:05      | 3 730 000                 | 18,2 %                                 | 2e                       | [ 25 ] |
|                    |                    |                         |                    |                           |                                        |                          |        |
| Bilan de la saison | Bilan de la saison | Bilan de la saison      | Bilan de la saison | 4 410 000                 | 20,8 %                                 | –                        | [ 6 ]  |

Légende :
- plus hauts scores d'audiences
- plus bas scores d'audiences